# V. M. Goldschmidt Award
Der V. M. Goldschmidt Award der Geochemical Society ist ein in der Regel jährlich vergebener Preis in Geochemie und Kosmochemie, der nach Victor Moritz Goldschmidt benannt ist.
Es gibt auch einen Victor-Moritz-Goldschmidt-Preis der Deutschen Mineralogischen Gesellschaft, den etwa Kurt von Gehlen 1960 erhielt.

## Preisträger
- 1972: Paul Werner Gast
- 1973: Robert M. Garrels
- 1974: Hans E. Suess
- 1975: Harold C. Urey
- 1976: Hans P. Eugster
- 1977: Samuel Epstein
- 1978: Gerald J. Wasserburg
- 1979: Harmon Craig
- 1980: Clair C. Patterson
- 1981: Robert N. Clayton
- 1982: Konrad B. Krauskopf
- 1983: Samuel S. Goldich
- 1984: Alfred Nier
- 1985: James B. Thompson Jr.
- 1986: Claude Allègre
- 1987: Wallace S. Broecker
- 1988: Harold C. Helgeson
- 1989: Karl Karekin Turekian
- 1990: Edward Anders
- 1991: Alfred Edward Ringwood
- 1992: Stanley R. Hart
- 1993: S. Ross Taylor
- 1994: Heinrich D. Holland
- 1995: Robert A. Berner
- 1996: Albrecht W. Hofmann
- 1997: Devandra Lal
- 1998: Werner Stumm
- 1999: James L. Bischoff
- 2000: Geoffrey Eglinton
- 2001: Ikuo Kushiro
- 2002: John M. Hayes
- 2003: Bernard J. Wood
- 2004: James R. O’Neil
- 2005: E. Bruce Watson
- 2006: Susan Solomon
- 2007: Guenter Lugmair
- 2008: Francis Albarède
- 2009: Mark Thiemens
- 2010: Minoru Ozima
- 2011: Frank Millero
- 2012: Edward M. Stolper
- 2013: Henry Elderfield
- 2014: Timothy Grove
- 2015: Miriam Kastner
- 2016: Alexandra Navrotsky
- 2017: Jill Banfield
- 2018: Michael A. Arthur
- 2019: Donald J. DePaolo
- 2020: Richard Carlson
- 2021: Bernard Marty
- 2022: Marilyn L. Fogel
- 2023: Roberta L. Rudnick
- 2024: Donald E. Canfield
- 2025: Chris Hawkesworth[3]